# Bijzondere voorwaarden in het strafrecht
Bijzondere voorwaarden of justitiële voorwaarden in het strafrecht zijn voorwaarden waaronder een delictpleger zich relatief vrij mag bewegen in de samenleving. De wetgever wil een meer persoonsgerichte benadering van een delictpleger om recidive (herhaling van criminaliteit) te voorkomen. Met een persoonsgericht benadering wordt bedoeld dat ingezet moet worden op gedragsverandering bij de delictpleger in plaats van uitsluitend 'kale' detentie.
De drie reclasseringsorganisaties, het Openbaar Ministerie en de rechterlijke macht gaan steeds vaker werken met het specifiek beschrijven van de voorwaarden die nodig zijn om toezicht te houden of om iemand vrij te laten uit detentie.
De Wet van 17 november 2011 tot wijziging van het Wetboek van Strafrecht in verband met wijzigingen van regeling van de voorwaardelijke veroordeling en de regeling van de voorwaardelijke invrijheidstelling (ook Wet voorwaardelijke sancties genoemd) is op 1 april 2012 ingegaan.

## Overzicht bijzondere voorwaarden
Er zijn twee soorten bijzondere voorwaarden die relevant zijn voor het reclasseringstoezicht: vrijheidsbeperkende en gedragsveranderende voorwaarden.

### Vrijheidsbeperkende voorwaarden
- meldplicht
- contactverbod
- locatiegebod of -verbod
- drugs- en alcoholverbod

### Gedragsbeïnvloedende voorwaarden
- gedragsinterventie (gedragstraining)
- ambulante behandeling
- behandeling in een inrichting
- opname in 24-uursvoorziening

### Overtreden voorwaarden
De bijzondere voorwaarden zijn leidend in het reclasseringstoezicht. De reclasseringswerker stimuleert, motiveert en controleert de onder toezicht gestelde om de bijzondere voorwaarden na te leven. Overtreding van de voorwaarden resulteert altijd in overleg met de opdrachtgever van de reclassering, het Openbaar Ministerie. Het is aan het Openbaar Ministerie om het toezicht al dan niet voort te zetten of om de zaak opnieuw voor te laten komen bij de rechter. In voorkomende gevallen wordt hierop de voorwaardelijke straf alsnog omgezet in een onvoorwaardelijke straf (detentie). Als er sprake is van een voorwaardelijke invrijheidsstelling wordt de delictpleger opnieuw gedetineerd.

## Bijzondere voorwaarden bij voorwaardelijke invrijheidstelling
Daarnaast is de vervroegde invrijheidstelling van gedetineerden sinds 1 juli 2008 weer veranderd in een voorwaardelijke invrijheidstelling. Bij deze voorwaardelijk invrijheidstelling (v.i.) kunnen ook bijzondere voorwaarden worden ingezet. Welke voorwaarden worden gesteld bij de v.i. wordt bepaald door het Openbaar Ministerie (OVJ of AG) (anders dan bij de voorwaardelijke veroordeling, waar de rechter dat doet). De reclassering en het gevangeniswezen adviseren hierover het OM. De voorwaarden worden afgestemd op de omstandigheden van de veroordeelde en het delict waarvoor hij is veroordeeld. In bijna alle gevallen houdt de reclassering toezicht op de naleving van de opgelegde bijzondere voorwaarden.